# K. A. A. Gante
El K.A.A. Gante (oficialmente Koninklijke Atletiek Associatie Gent o K. A. A. Gent de forma abreviada) es un club de fútbol belga de la ciudad de Gante en Flandes Oriental. Fue fundado en 1864, tiene el número de matrícula 7 y juega en la Primera División de Bélgica.

## Historia
En 1864 se funda una asociación llamada 'Société Gymnastique la Gantoise', que tenía la tarea de promover la gimnasia. Algunas secciones se independizaron rápidamente y en 1891 el equipo se fusionó con la Association Athlétique, que era en sí misma una fusión de equipos más jóvenes, como Racing Club, Running Club y Red Star. El nuevo equipo se denominó Association Athlétique La Gantoise, y además de la gimnasia, las actividades se ampliaron a atletismo, boxeo, cricket, ciclismo, esgrima, hockey, natación y tenis. En este contexto, se fundó el equipo de atletismo KAA Gent. 
En la última década del siglo XIX empezó en Gante el fútbol organizado. Se fundaron diferentes equipos pequeños y algunos se fusionaron en Racing Club Gantois el 1 de abril de 1899, que más tarde se convertiría en el mayor competidor de KAA Gent. Solo en 1900, los estudiantes del College of Melle, que es un lugar cercano a Gante, fundaron una sección de fútbol. El primer presidente del equipo fue el doctor Héctor Priem. Los partidos se practicaban en Carpentierplein, que estaba situado en el cruce de Kortrijksesteenweg, Clementinalaan, Oostendestraat y Astridlaan. Inicialmente, se eligieron los colores blanco y negro, pero para el 31 de octubre de 1900, cuando el equipo se convirtió en miembro oficial, los colores se cambiaron a azul y blanco. El 15 de noviembre de 1900 se jugó el primer partido regular contra el Omnium Sporting Club. En enero de 1901, el equipo jugó contra Racing Club Gantois, que era, en ese momento, el más grande de los dos. KAA Gent perdió por 10-0. Sin embargo, a finales del siglo XIX el equipo ya se convirtió en miembro de la UBSSA (Union Belge des Sociétés de Sports Athlétiques o la Unión Belga de la Sociedad de Deportes Atléticos, y aunque Racing Club Gantois era el equipo mayor en la ciudad, KAA Gent recibiría una menor número de matrícula que Racing Club, que recibiría el nº11. En 1901 AA La Gantoise jugó sus primeros partidos en las divisiones inferiores.
Durante los primeros años, el equipo jugó generalmente en la Segunda División belga y más tarde en la Primera División. En 1904, el equipo se trasladó a Mussenstraat. En 1913, se celebró la Exposición Mundial en ese lugar y el equipo se trasladó una vez más, esta vez al Albertlaan. Allí se estaban construyendo un campo de fútbol, campos de entrenamiento, canchas de tenis, una cancha de atletismo, galerías y otros alojamientos. El 9 de diciembre de 1915, durante la Primera Guerra Mundial, el estadio se quemó por completo. En la campaña 1912-13, AA La Gantoise se proclamó campeón de la Segunda División. En 1914, el equipo recibió el título real y pasa a ser Association Royale Athlétique La Gantoise, que fue abreviado como ARA La Gantoise. Durante la exposición mundial, el equipo organizó varios eventos deportivos. La primera temporada en la Primera División fue la 1913–14, fue sin embargo muy difícil para el equipo y solo mediante una eliminatoria contra el Standard de Lieja, se evitó el descenso.
En 1920 el equipo se mudó nuevamente, esta vez a Gentbrugge, donde se construyó el Jules Ottenstadion. La Gantoise descendió a Segunda División y no fue hasta 1936 que ganó los play-offs de ascenso y volvió a Primera División. A mediados de los años cincuenta, el equipo tuvo una época dorada. En la temporada 1953–54 terminó tercero con los mismos puntos que KFC Malinois y sólo un punto detrás del campeón Anderlecht. La temporada siguiente, La Gantoise quedó segunda, esta vez a tres puntos de los campeones. En 1964 ganó la Copa de Bélgica, que fue la primera victoria del equipo en un torneo importante. Debido a su victoria en la copa, se convirtió en el primer equipo belga en participar en la Recopa de Europa. La Gantoise fue derrotada en la primera ronda por West Ham United. En 1967, el club descendió una vez más, después de jugar tres décadas en Primera División. Sin embargo, solo les llevó un año volver a Primera.  
En 1971 el nombre oficial del equipo pasa a llamarse en flamenco, Koninklijke Atletiek Associatie Gent (comúnmente conocido como KAA Gent o AA Gent). La temporada 1970-71 fue el comienzo de una mala década. Descendieron a Segunda División seis jornadas antes del final de la temporada, tras la derrota ante el Club Brujas. En 1974, incluso descendieron a Tercera División. Gante había terminado último y no pudo asegurar su ascenso a Segunda División en la ronda final.  Después de una temporada, volverían a Segunda División y permanecieron allí hasta 1980, cuando el equipo regresó a Primera División. La década de los años 80 se convertiría en un período mucho mejor para el equipo. En 1984 volvió a ganar la Copa de Bélgica, y durante ese período el equipo jugó en competiciones europeas cuatro veces. En la temporada 1986-87, Gante alcanzó la tercera ronda de la Copa de la UEFA. En 1988 el equipo bajó a Segunda División por un corto tiempo, pero gracias a los play-offs de ascenso pudieron volver a Primera al cabo de una temporada. Un miembro de la Junta Directiva, Marc Mortier, desempeñó un papel crucial, quien consultó al primer ministro de Bélgica, Wilfried Martens, con el fin de establecer una organización llamada Foot Invest, para que el equipo volviera a ser viable económicamente. Marc Mortier reunió más de 50 millones de francos belgas (1,25 millones de euros) en patrocinio en un par de meses y presentó a VDK Spaarbank como el patrocinador principal del equipo.
En 1990-91, el equipo estuvo líder de la clasificación durante mucho tiempo, bajo la dirección de René Vandereycken y jugadores como Frank Dauwen, Eric Viscaal y Erwin Vandenbergh, pero finalmente terminó tercero. Entonces, en lugar de competir en la UEFA Champions League, el equipo jugó en la Copa de la UEFA en 1991. Después de derrotar a Lausanne-Sport, Eintracht de Frankfurt y Dínamo de Moscú, Gante jugó los cuartos de final contra el Ajax. Los años siguientes, Gante retrocedió a los lugares más bajos en la clasificación. Desde 1994 hasta 1997, terminaron justo por encima de los puestos de descenso en la liga. A finales de la década de los 90, los resultados mejoraron de nuevo, y con el entrenador Trond Sollied, el club se clasificó para el fútbol europeo una vez más en la campaña 1999–00. En esta serie, Gante perdió fuertemente contra Ajax, bajo el nuevo entrenador Henk Houwaart. La temporada siguiente, Gante jugó la Copa Intertoto de la UEFA, donde llegaría a las semifinales ante el PSG. Las siguientes temporadas, los resultados de la liga variaron entre los lugares más bajos y los cuatro primeros puestos. 
En 2004, Gante fichó al entrenador Georges Leekens. En su primera temporada, el equipo terminó en el sexto lugar. Con Leekens como entrenador, KAA Gent hizo algunas actuaciones impresionantes, como la victoria por 4-1 sobre el rival Club Brugge el 1 de abril de 2006. En 2006-07, a pesar de un comienzo débil de competición, el equipo logró alcanzar el cuarto lugar en la Pro League de Bélgica. Repitió ese logro el año siguiente. 
La siguiente temporada, el entrenador Georges Leekens dejó el club y se fue al Lokeren. Trond Sollied, el entrenador noruego que había tenido mucho éxito siete años antes, lo sucedió. Bajo su dirección, el KAA Gent jugó su tercera final de Copa, en la que perdió frente al Anderlecht. Sollied volvió a salir de Gante después de una temporada, esta vez para Heerenveen. Michel Preud'homme, que acababa de convertirse en campeón de la Jupiler Pro League con Standard de Lieja, firmó un contrato por tres temporadas, junto con sus compañeros Manu Ferrera y Stan van den Buys. En la temporada 2008-09, el equipo terminó en el cuarto lugar, después de una fuerte remontada en la segunda parte de la competición, con el mismo número de puntos que el Club Brugge, que ganó un partido más y terminó tercero. 
En 2009-10, hubo una dura batalla por el segundo lugar en la Pro League belga entre el KAA Gent y el Club Brugge y la plaza para la Liga de Campeones que ello conllevaba. Se enfrentaron el 8 de mayo de 2010. Gante ganó por 6-2 y ganó el segundo lugar gracias a esa victoria. Una semana después, Gante también ganó la Copa de Bélgica por primera vez en 26 años, derrotando al otro equipo de la Pro League de Brujas, Círculo de Brujas. 
El 17 de julio de 2013, el club inauguró oficialmente su nuevo estadio, el Ghelamco Arena, con una victoria por 2-0 sobre el VfB Stuttgart en un partido amistoso. 
El 21 de mayo de 2015, Gante consiguió su primer título de la Liga de Bélgica al derrotar al Standard Liège por 2-0 en casa, clasificándose automáticamente para la fase de grupos de la UEFA Champions League. Gent quedó emparejado en el Grupo H con el campeón ruso Zenit San Petersburgo, el equipo español Valencia y el Lyon francés. Los campeones belgas pudieron rendir mejor de lo esperado. En la primera jornada, Gante empató 1-1 con el Olympique de Lyon en el Ghelamco Arena , asegurando su primer punto en la fase de grupos de la Liga de Campeones. En la jornada 2, fueron derrotados por Zenit 1-2 en el Estadio Petrovsky de San Petersburgo. En la jornada 3, volvieron a perder 1-2 contra el Valencia en España. En la jornada 4, en Ghelamco Arena, Gent venció al Valencia 1-0, después de que Kums convirtiera con éxito un tiro penal en el minuto 49 para obtener su primera victoria histórica en la Liga de Campeones. En la quinta jornada, en Lyon, Gante venció por 2-1, cuando Gent ganó la clasificación en las fases eliminatorias de la Champions League o la Europa League. Para clasificarse para las eliminatorias de la Champions League, Gent necesitaba una victoria contra el líder de grupo, el Zenit, ya que podría clasificarse aunque el Valencia ganara en Lyon gracias a su gol a domicilio. El día 6 de marzo, el Gent ganó 2-1 al Zenit, terminando el grupo en el segundo lugar y convirtiéndose en el segundo equipo belga en avanzar a la fase eliminatoria de la Liga de Campeones, después de Anderlecht en 2000-01. En octavos de final, se enfrentarían a Wolfsburg. En el partido de ida en Bélgica, Gent cayó por 2-3 y en la vuelta en Wolfsburg, terminó 1-0 para los alemanes, poniendo fin al sueño europeo del Gante.

## Uniforme
- Uniforme titular: camiseta, pantalón y medias azul claro.
- Uniforme alternativo: camiseta, pantalón y medias naranjas.
- Tercer uniforme: camiseta, pantalón y medias blancas.

## Entrenadores
- Hector Priem (1901–09)
- Van Steenkiste (1909–10)
- Horta (1910–12)
- Bunyan (1912–22)
- De Rijke (1922–31)
- Staf Pelsmaecker (1931–41)
- Hugi Fenichel (1941–42)
- Willy Steyskal (1942–43)
- Fons Ferchyer (1943–45)
- Edmond Delfour (1945–51)
- Karl Mütsch (1951–52)
- Jules Vandooren (1952–56)
- Edmond Delfour (1956–59)
- Jacques Favre (1959–60)
- Louis Verstraeten (1960–64)
- Max Schirschin (1964–65)
- Jules Labot (1965–66)
- Jules Bigot (1966–67)
- Jules Vandooren (1967–71)
- István Sztani (1971–73)
- Omer Van Boxelaer (1973–74)
- Richard Orlans (1974–76)
- Freddy Qvick (1976)
- Roland Storme (1976–77)
- Norberto Höfling (1977–78)
- Léon Nollet (1978–80)
- Han Grijzenhout (1980–81)
- Robert Goethals (1981–83)
- Erwin Vanden Daele (1983)
- Han Grijzenhout (1984–86)
- Gérard Bergholtz (1987)
- Ab Fafié (1987–88)
- Erwin Vandendaele (1988–89)
- René Vandereycken (1989–93)
- Walter Meeuws (1993–94)
- Lei Clijsters (1994–96)
- Johan Boskamp (1996–98)
- Herman Vermeulen (interino) (1998)
- Trond Sollied (1999-2000)
- Henk Houwaart (2000-)
- Patrick Rémy (2000–02)
- Herman Vermeulen (interino) (2001–02)
- Jan Olde Riekerink (2002–03)
- Herman Vermeulen (interino) (2003–04)
- Georges Leekens (2004–07)
- Trond Sollied (2007–08)
- Michel Preud'homme (2008–10)
- Francky Dury (2010–11)
- Trond Sollied (2011-12)
- Manu Ferrera (interino) (2012)
- Bob Peeters (2012–13)
- Víctor Fernández (2013)
- Mircea Rednic (2013–14)
- Peter Balette (2014)
- Hein Vanhaezebrouck (2014–17)
- Yves Vanderhaeghe (2017-18)
- Jess Thorup (2018-2020)
- László Bölöni (2020)
- Wim De Decker (2020)
- Hein Vanhaezebrouck (2020-2024)
- Wouter Vrancken (2024-2025)
- Danijel Milićević (2025)
- Ivan Leko (2025-)

## Palmarés

### Torneos nacionales
- Primera División de Bélgica (1):

2014/15
- Copa de Bélgica (4):

1964, 1984, 2010, 2022
- Supercopa (1):

2015
- Segunda División de Bélgica (5):

1913, 1936, 1968, 1980, 1989

## Participación en competiciones oficiales FIFA y UEFA

### Resultados
| Competición UEFA | Competición UEFA             | Competición UEFA | Competición UEFA            | Competición UEFA | Competición UEFA | Competición UEFA |
| Temporada        | Torneo                       | Ronda            | Club                        | Casa             | Visita           |                  |
| ---------------- | ---------------------------- | ---------------- | --------------------------- | ---------------- | ---------------- | ---------------- |
| 1963–64          | Copa de Ferias               | 1                | Colonia                     | 1–1              | 1–3              |                  |
| 1964–65          | Recopa de Europa             | 1                | West Ham United             | 0–1              | 1–1              |                  |
| 1966–67          | Copa de Ferias               | 2                | Girondins de Burdeos        | 1–0              | 0–0              |                  |
| 1966–67          | Copa de Ferias               | 3                | Kilmarnock FC               | 1–2 (AET)        | 0–1              |                  |
| 1970–71          | Copa de la UEFA              | 1                | Hamburgo S.V.               | 0–1              | 1–7              |                  |
| 1982–83          | Copa de la UEFA              | 1                | HFC Haarlem                 | 3–3              | 1–2              |                  |
| 1983–84          | Copa de la UEFA              | 1                | RC Lens                     | 1–1              | 1–2 (AET)        |                  |
| 1984–85          | Recopa de Europa             | 1                | Celtic Glasgow              | 1–0              | 0–3              |                  |
| 1986–87          | Copa de la UEFA              | 1                | Jeunesse Esch               | 1–1              | 2–1              |                  |
| 1986–87          | Copa de la UEFA              | 2                | Sportul Studenţesc          | 1–1              | 3–0              |                  |
| 1986–87          | Copa de la UEFA              | 3                | IFK Göteborg                | 0–1              | 0–4              |                  |
| 1991–92          | Copa de la UEFA              | 1                | Lausanne Sports             | 0–1              | 4–1 (PEN)        |                  |
| 1991–92          | Copa de la UEFA              | 2                | Eintracht Frankfurt         | 0–0              | 1–0              |                  |
| 1991–92          | Copa de la UEFA              | 3                | FC Dinamo Moscú             | 2–0              | 0–0              |                  |
| 1991–92          | Copa de la UEFA              | 1/4              | Ajax de Ámsterdam           | 0–0              | 0–3              |                  |
| 2000–01          | Copa de la UEFA              | Clasificatoria   | IA Akranes                  | 3–2              | 3–0              |                  |
| 2000–01          | Copa de la UEFA              | 1                | Ajax de Ámsterdam           | 0–6              | 0–3              |                  |
| 2001             | Copa Intertoto               | 2                | NK Čelik Zenica             | 2–0              | 0–1              |                  |
| 2001             | Copa Intertoto               | 3                | Werder Bremen               | 0–1              | 3–2              |                  |
| 2001             | Copa Intertoto               | 1/2              | Paris Saint-Germain         | 0–0              | 1–7              |                  |
| 2002             | Copa Intertoto               | 2                | St. Patrick's Athletic F.C. | 2–0              | 1–3              |                  |
| 2002             | Copa Intertoto               | 3                | Málaga CF                   | 1–1              | 0–3              |                  |
| 2004             | Copa Intertoto               | 1                | Fylkir Reykjavik            | 2–1              | 1–0              |                  |
| 2004             | Copa Intertoto               | 2                | FK Vardar                   | 3–4 (PEN)        | 0–1              |                  |
| 2005             | Copa Intertoto               | 1                | Bohemian FC                 | 3–1              | 0–1              |                  |
| 2005             | Copa Intertoto               | 2                | FC Tescoma Zlín             | 1–0              | 0–0              |                  |
| 2005             | Copa Intertoto               | 3                | Valencia CF                 | 0–0              | 0–2              |                  |
| 2006             | Copa Intertoto               | 3                | Grasshopper                 | 1–1              | 1–2              |                  |
| 2007             | Copa Intertoto               | 2                | Cliftonville F.C.           | 2–0              | 4–0              |                  |
| 2007             | Copa Intertoto               | 3                | Aalborg BK                  | 1–1              | 1–2              |                  |
| 2008–09          | Copa de la UEFA              | Clasificatoria 2 | Kalmar FF                   | 2–1              | 0–4              |                  |
| 2009–10          | Liga Europa de la UEFA       | Clasificatoria 2 | FC Naftan Novopolotsk       | 1–0              | 1–2              |                  |
| 2009–10          | Liga Europa de la UEFA       | Clasificatoria 3 | AS Roma                     | 1–7              | 1–3              |                  |
| 2010–11          | Liga de Campeones de la UEFA | Clasificatoria 3 | Dynamo Kiev                 | 1–3              | 0–3              |                  |
| 2010–11          | Liga Europa de la UEFA       | Play-Off         | Feyenoord                   | 2–0              | 0–1              |                  |
| 2010–11          | Liga Europa de la UEFA       | Grupos           | Sporting Clube de Portugal  | 3–1              | 1–5              |                  |
| 2010–11          | Liga Europa de la UEFA       | Grupos           | Lille OSC                   | 1–1              | 0–3              |                  |
| 2010–11          | Liga Europa de la UEFA       | Grupos           | Levski Sofia                | 1–0              | 2–3              |                  |
| 2012/13          | Liga Europa de la UEFA       | Clasificatoria 2 | FC Differdange 03           | 1–0              | 3–2              |                  |
| 2012/13          | Liga Europa de la UEFA       | Clasificatoria 3 | Videoton FC                 | 0–1              | 0–3              |                  |
| 2015/16          | Liga de Campeones de la UEFA | Grupos           | Lyon                        | 1-1              | 2-1              |                  |
| 2015/16          | Liga de Campeones de la UEFA | Grupos           | Zenit                       | 2-1              | 1-2              |                  |
| 2015/16          | Liga de Campeones de la UEFA | Grupos           | Valencia                    | 1-0              | 1-2              |                  |
| 2015/16          | Liga de Campeones de la UEFA | 1/8 de Final     | VfL Wolfsburgo              | 2-3              | 0-1              |                  |
| 2016/17          | UEFA Europa League           | Clasificatoria 3 | Viitorul                    | 5-0              | 0-0              |                  |
| 2016/17          | UEFA Europa League           | Play-off         | Shkendija                   | 2-1              | 4-0              |                  |
| 2016/17          | UEFA Europa League           | Grupos           | Shakhtar                    | 3-5              | 0-5              |                  |
| 2016/17          | UEFA Europa League           | Grupos           | Braga                       | 2-2              | 1-1              |                  |
| 2016/17          | UEFA Europa League           | Grupos           | Konyaspor                   | 2-0              | 1-0              |                  |
| 2016/17          | UEFA Europa League           | 1/16 de Final    | Tottenham                   | 1-0              | 2-2              |                  |
| 2016/17          | UEFA Europa League           | 1/8 de Final     | Genk                        | 2-5              | 1-1              |                  |
| 2017/18          | UEFA Europa League           | Clasificatoria 3 | Rheindorf Altach            | 1-1              | 1-3              |                  |
| 2018/19          | UEFA Europa League           | Clasificatoria 3 | Jagiellonia Białystok       | 3–1              | 1–0              |                  |
| 2018/19          | UEFA Europa League           | Play-off         | Bordeaux                    | 0–0              | 0–2              |                  |
| 2019-20          | UEFA Europa League           | Clasificatoria 2 | Viitorul Constanța          | 6–3              | 1–2              |                  |
| 2019-20          | UEFA Europa League           | Clasificatoria 3 | AEK Larnaca                 | 3–0              | 1–1              |                  |
| 2019-20          | UEFA Europa League           | Play-Off         | Rijeka                      | 2–1              | 1–1              |                  |
| 2019-20          | UEFA Europa League           | Grupos           | Saint-Étienne               | 3–2              | 0–0              |                  |
| 2019-20          | UEFA Europa League           | Grupos           | Oleksandria                 | 2–1              | 1–1              |                  |
| 2019-20          | UEFA Europa League           | Grupos           | Wolfsburgo                  | 2–2              | 3–1              |                  |
| 2019-20          | UEFA Europa League           | 1/16 de final    | Roma                        | 1–1              | 0–1              |                  |
| 2020-21          | Liga de Campeones de la UEFA | Clasificatoria 3 | Rapid Viena                 | 2–1              | –                |                  |
| 2020-21          | Liga de Campeones de la UEFA | Play-Off         | Dinamo Kiev                 | 1–2              | 0–3              |                  |
| 2020-21          | UEFA Europa League           | Grupos           | Slovan Liberec              | 1–2              | 0–1              |                  |
| 2020-21          | UEFA Europa League           | Grupos           | Hoffenheim                  | 1–4              | 1–4              |                  |
| 2020-21          | UEFA Europa League           | Grupos           | Estrella Roja               | 0–2              | 1–2              |                  |
| 2021-22          | Liga Europa Conferencia      | Clasificatoria 2 | Vålerenga                   | 4–0              | 0–2              |                  |
| 2021-22          | Liga Europa Conferencia      | Clasificatoria 3 | RFS                         | 2–2              | 1–0              |                  |
| 2021-22          | Liga Europa Conferencia      | Play-off         | Raków Częstochowa           | 3–0              | 0–1              |                  |
| 2021-22          | Liga Europa Conferencia      | Grupos           | Flora                       | 1–0              | 1–0              |                  |
| 2021-22          | Liga Europa Conferencia      | Grupos           | Anorthosis Famagusta        | 2–0              | 0–1              |                  |
| 2021-22          | Liga Europa Conferencia      | Grupos           | Partizán                    | 1–1              | 1–0              |                  |
| 2021-22          | Liga Europa Conferencia      | 1/8              | PAOK                        | 1–2              | 0–1              |                  |
| 2022-23          | UEFA Europa League           | Play-off         | Omonia Nicosia              | 0-2              | 0-2              |                  |
| 2022-23          | Liga Europa Conferencia      | Grupos           | Molde FK                    | 4-0              | 0-0              |                  |
| 2022-23          | Liga Europa Conferencia      | Grupos           | Djurgardens IF              | 0-1              | 2-4              |                  |
| 2022-23          | Liga Europa Conferencia      | Grupos           | Shamrock Rovers FC          | 3-0              | 1-1              |                  |
| 2022-23          | Liga Europa Conferencia      | 1/16             | Qarabag                     | 1-0 (5-3)        | 0-1              |                  |
| 2022-23          | Liga Europa Conferencia      | 1/8              | Istambul Basaksehir         | 1-1              | 4-1              |                  |
| 2022-23          | Liga Europa Conferencia      | 1/4              | West Ham                    | 1-1              | 1-4              |                  |
| 2023-24          | Liga Europa Conferencia      | Fase de grupos   | Zorya Luhansk               | 4-1              | 1-1              |                  |
| 2023-24          | Liga Europa Conferencia      | Fase de grupos   | Maccabi Tel Aviv            | 2-0              | 1-3              |                  |
| 2023-24          | Liga Europa Conferencia      | Fase de grupos   | Breidablik                  | 5-0              | 3-2              |                  |
| 2024-25          | Liga Europa Conferencia      | Clasificatoria 2 | Vikingur                    | 4-1              | 3-0              |                  |
| 2024-25          | Liga Europa Conferencia      | Clasificatoria 3 | Silkeborg IF                | 3-2              | 2-2              |                  |
| 2024-25          | Liga Europa Conferencia      | Play-off         | Partizán                    | 1-0              | 1-0              |                  |
| 2024-25          | Liga Europa Conferencia      | Fase Liga        | Chelsea                     |                  | 2-4              |                  |
| 2024-25          | Liga Europa Conferencia      | Fase Liga        | Molde FK                    | 2-1              |                  |                  |
| 2024-25          | Liga Europa Conferencia      | Fase Liga        | Omonia Nicosia              | 1-0              |                  |                  |
| 2024-25          | Liga Europa Conferencia      | Fase Liga        | FC Lugano                   |                  | 0-2              |                  |
| 2024-25          | Liga Europa Conferencia      | Fase Liga        | FK Backa Topola             | 3-0              |                  |                  |
| 2024-25          | Liga Europa Conferencia      | Fase Liga        | Larne                       |                  | 0-1              |                  |
| 2024-25          | Liga Europa Conferencia      | 1/16             | Real Betis                  | 0-3              | 1-0              |                  |

#### Por competición
Nota: En negrita competiciones activas.
| Competición                                   | Temp. | PJ  | PG | PE | PP | GF  | GC  | Dif. | Puntos | Títulos | Subtítulos |
| --------------------------------------------- | ----- | --- | -- | -- | -- | --- | --- | ---- | ------ | ------- | ---------- |
| Copa de Europa / Liga de Campeones de la UEFA | 3     | 13  | 4  | 1  | 8  | 14  | 23  | -9   | 13     | –       | –          |
| Copa de la UEFA / Liga Europea de la UEFA     | 14    | 80  | 28 | 21 | 31 | 105 | 129 | -24  | 105    | –       | –          |
| Recopa de Europa de la UEFA                   | 2     | 4   | 1  | 1  | 2  | 2   | 5   | -3   | 4      | –       | –          |
| Copa Intertoto de la UEFA                     | 6     | 26  | 10 | 6  | 10 | 28  | 30  | -2   | 36     | –       | –          |
| Total                                         | 25    | 123 | 43 | 29 | 51 | 149 | 187 | -38  | 158    | 0       | 0          |